# Ramón Chao
Ramón Luís Chao Rego, més conegut com a Ramón Chao, (Vilalba, 21 de juliol de 1935 - Barcelona, 20 de maig de 2018) fou un escriptor, periodista i músic gallec, emigrat a França. Va ser pare del conegut cantant Manu Chao i germà del teòleg Xosé Chao Rego.
Va créixer tocant el piano a la fonda que regentaven els seus pares. El 1956 va emigrar a França amb una beca per estudiar piano. A París va dirigir emissions radiofòniques en gallec, que serien prohibides per Franco, i fou corresponsal de la revista Triunfo. També va treballar a la premsa i televisió franceses, com a redactor en cap del Servei Amèrica Llatina a Radio France International o col·laborador de Le Monde Diplomatique.
Va escriure deu llibres entre novel·les i biografies, un d'ells escrit en gallec, O Camiño de Prisciliano. Fou membre del col·lectiu alterglobalització Attac. Va ser nomenat cavaller de les Arts i les Lletres pel govern francès.